# Convenção Baptista de Angola
Convenção Baptista de Angola (CBA) är ett baptistiskt trossamfund i Angola med 31 000 medlemmar i 315 lokala församlingar.